# Metoda TR

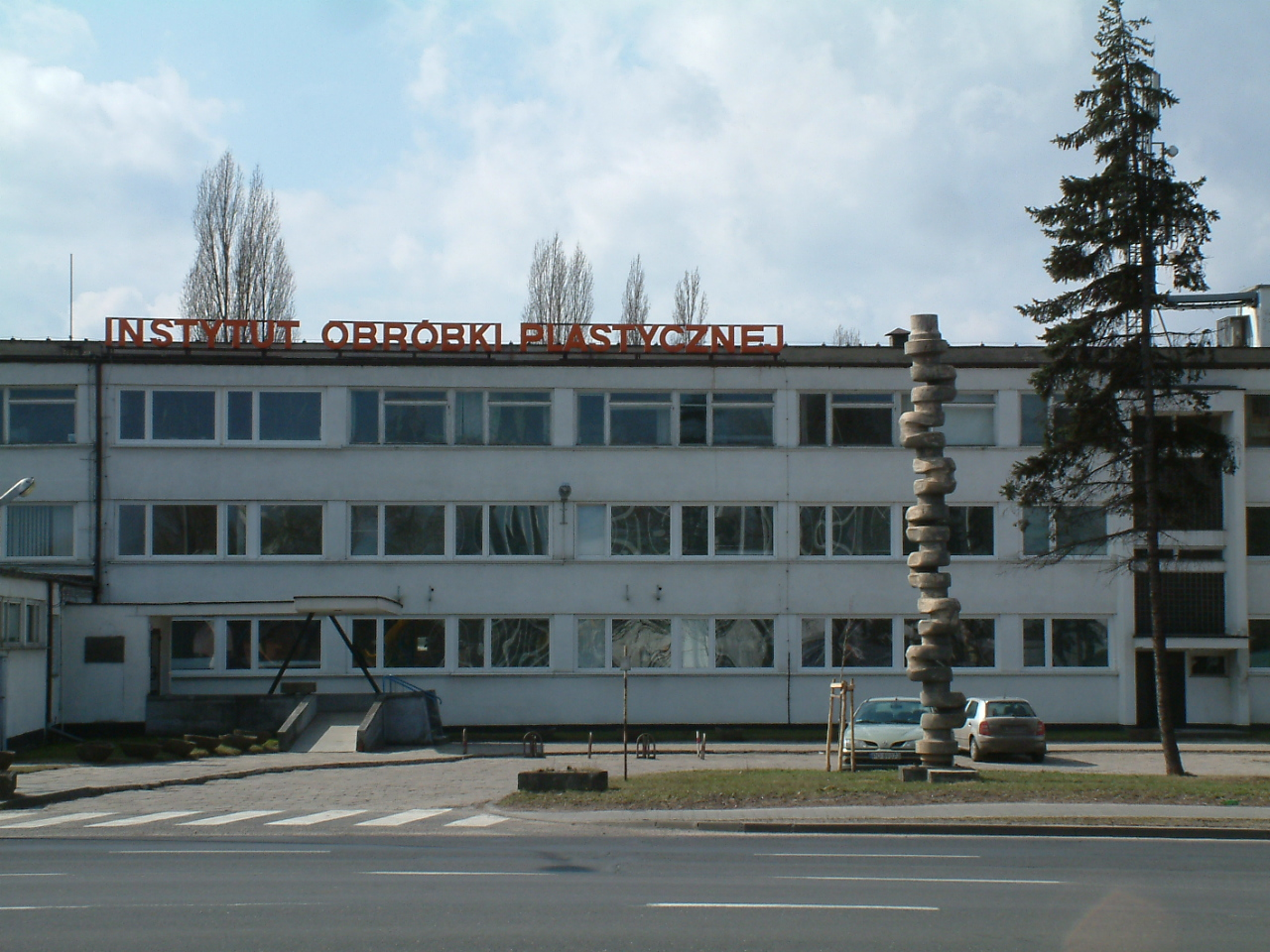
Instytut Obróbki Plastycznej w Poznaniu (Berdychowo), gdzie w 1961 roku powstała metoda TR.

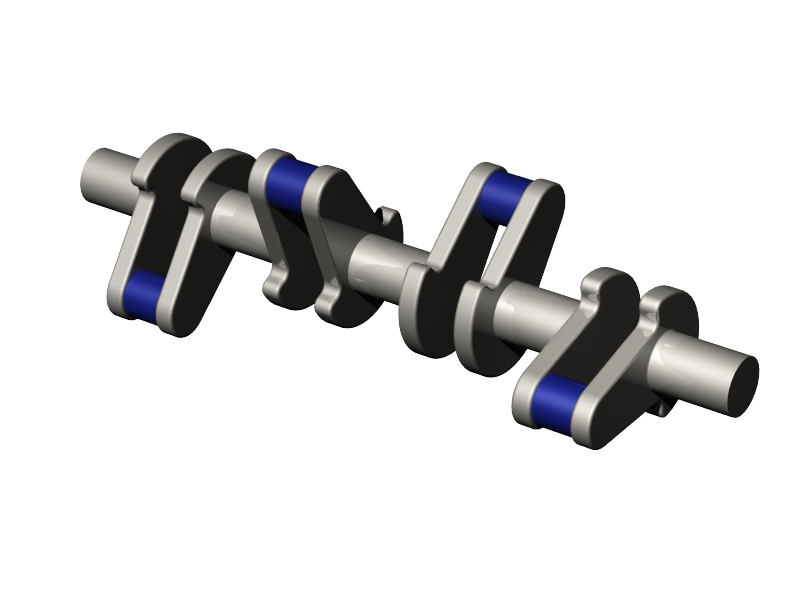
Wał korbowy

Metoda TR – nazwa technologii kucia wałów korbowych, opracowanej wraz ze specjalistycznymi urządzeniami przez polskiego wynalazcę Tadeusza Ruta z Centralnego Laboratorium Obróbki Plastycznej w Poznaniu   (obecnie Sieć Badawcza Łukasiewicz – Instytut Obróbki Plastycznej).

## Historia
Metoda została opracowana w 1961 roku przez zespół naukowców z Centralnego Laboratorium Obróbki Plastycznej w Poznaniu (Berdychowo) pod kierownictwem Tadeusza Ruta  . Nazwa pochodzi od dwóch pierwszych liter imienia i nazwiska wynalazcy. Zastąpiła ona wcześniejszą, francuską metodę służącą do kształtowania wałów korbowych, zwaną metodą RR . W latach 90. XX wieku opracowana została nowa, ulepszona metoda TR nazwana N-TR, która uprościła proces oraz zmniejszyła liczbę używanych w nim narzędzi.

## Opis metody
Metoda TR pozwala kuć jednolite wały korbowe o ciągłym przebiegu włókien wzdłuż całej długości, co zwiększa ich wytrzymałość. Łączy ona dwa procesy, które wcześniej odbywały się osobno i polega na jednoczesnym kształtowaniu metalu w pionie i poziomie przez specjalną prasę. Połączono w niej dwa osobne dotychczas procesy: spęczniania metalu z równoczesnym wyginaniem go. Kształtowanie gotowego wału korbowego podczas obróbki odbywa się w jednej czynności technologicznej, oszczędzając czas oraz energię .
W procesie wykorzystuje się specjalistyczne prasy okrojcze, w których montowane są odpowiednie narzędzia. Największy wał korbowy odkuty tą metodą wykonała japońska kuźnia Japan Steel Works za pomocą prasy o nacisku 80 MN. Był to wał typu Sulzer RLA56, który ważył około 40 ton.

## Recepcja wynalazku
Po raz pierwszy na świecie metodę TR zastosowała Huta Batory w Chorzowie . Metoda ta spotkała się z uznaniem w Polsce i na całym świecie.
Licencje na tę technologię oraz specjalne urządzenia zakupiło kilkanaście firm z różnych krajów:
- Mitchel Somers Ltd. Haywood Forge Hales Owen w Birmingham z Wlk. Brytanii,
- Deutsche Edelstahlwerke z Niemiec,
- Thyssen, Umformtechnik – Remscheid, Niemcy,
- Skoda – Pilzno, Czechy,
- Sulzer – Winterthur, Szwajcaria,
- Italsider – Genova, Włochy,
- Sidenore – Reinosa, Hiszpania,
- Alfing, Kessler – Wasseralfingen, Niemcy
- Kloeckner Werke AG – Osnabrueck, Niemcy
- Krupp – Bochum, Niemcy,
- Japan Steel Works – Muroran Plant, Japonia,
- Wuhan Forging Works – Chiny
- Hyundai – Ulsan, Korea Południowa

Technologię kupiły również mniejsze firmy z dawnej  Czechosłowacji, Jugosławii, a także z USA, Japonii, Szwecji i ze Szwajcarii. Sprzedaż wynalazków związanych z tą technologią do 1969 roku przyniosła w PRL-u 1,5 mln złotych dewizowych . Wydana w 1979 roku "Encyklopedia- świat w przekroju" podała, że technologia kucia wałów metodą opracowana przez Tadeusza Ruta była najczęściej kupowaną polską licencją przez zagraniczne przedsiębiorstwa podając, że do tej pory sprzedano ją do RFN, Włoch, Hiszpanii, Szwajcarii, Japonii oraz Wielkiej Brytanii.

## Film
W 1975 roku nagrano edukacyjny film dokumentalny Edwarda Podolskiego, przedstawiający proces kucia wałów korbowych metodą TR, pt. "Kucie wałów korbowych metodą TR".